# Torre de San Millán (Santa Magdalena de Polpís)
La Torre de telegrafia òptica de Santa Magdalena de Polpís és una torre que formava part de la línia de telegrafia òptica que a mitjan segle xix connectava Madrid amb Barcelona.
La torre de San Millán pertany al segon tram de la línia Madrid-Barcelona, el tram València-Barcelona, el qual encara és objecte de recerca. Com el tram València-Tarragona no va arribar a estar en funcionament, existeix un cert desconeixement de la ruta, la qual cosa influeix en la numeració de les torres i en l'ordenació per seccions. Malgrat això, la torre de Sant Millán vindria a situar-se en la secció 7a de la línia i tindria com a numeració la 42.
És un bé d'interès cultural amb nombre de registre ministerial R-I-51-0010719 de 19 de febrer de 2002.

## Història
La telegrafia òptica és un invent que es remunta al segle de la Il·lustració, el segle xviii. Va ser un avanç tecnològic de gran importància, nascut a França, que va facilitar la ràpida transmissió de notícies. A Espanya les línies de telègraf òptic no es van aixecar fins a la dècada de 1840, època que ja a Europa començava a funcionar la telegrafia elèctrica. Per motius de seguretat es va rebutjar aquest últim tipus de telegrafia donat el perill de tall de cables per bandolers o insurgents.
Aquestes torres van ser construïdes entre 1848 i 1849 per engegar un servei de missatgeria ràpida que suposés una gran revolució en la comunicació postal del segle xix entre la capital i la perifèria del país. Aquest sistema permetia que un missatge es transmetés de la primera a l'última torre en tan sols trenta minuts.
La construcció de la línia Madrid-València comença el 1848 i  s'estrena un any més tard amb trenta torres. La primera estació era a Madrid a l'edifici de la Duana, actual Ministeri d'Economia i Hisenda al començament del carrer Alcalá i el final al convent de Sant Francesc de València, avui desaparegut. Dins de la Comunitat Valenciana les torres, en total nou, són: Torre de telegrafia òptica de Villargordo del Cabriel, Torre de telegrafia òptica de Fuenterrobles, Torre de telegrafia òptica de Sant Antonio de Requena Torre de telegrafia òptica del Turó de la Talaia de Requena, Torre de telegrafia òptica del Rebollar, Torre de telegrafia òptica de Bunyol, Torre de telegrafia òptica de Godelleta, Torre de telegrafia òptica de Xiva i Torre de telegrafia òptica del Vedat de Torrent. Es va aixecar a més dins de la Comunitat Valenciana la línia València-Barcelona amb torres de telegrafia òptica amb la Torre del Puig, Torre de telegrafia òptica de Sagunt, Torre de telegrafia òptica d'Almenara, Torre de telegrafia òptica d'Orpesa, Torre de telegrafia òptica de Torreblanca, Torre de telegrafia òptica d'Alcalà de Xivert i Torre de telegrafia òptica de Santa Magdalena de Polpís.

## Descripció
La torre de telegrafia òptica de Santa Magdalena de Polpís, és coneguda també amb els noms de Torre de San Millán, Torre del Olvido i La Torre. L'obra va ser acabada el 1865 , en les anotacions de Mathé apareixia el 1852 com a pendent de construir. És una de les torres, juntament amb la d'Almenara, millor conservades de tota la línia. Respecta la distància recomanada, com que és a 10,336 quilòmetres de la d'Alcalà de Xivert.
La torre se situa un pujol enfront del castell de Polpís. Es tracta, com solen ocórrer amb totes les torres de telegrafia òptica de la línia, d'una torre tronc-piramidal de tres plantes (que presenten una línia de troneres en els quatre murs de l'edifici); la planta baixa compta amb espitlleres defensives i un accés en arc molt rebaixat; la primera planta compta amb l'habitual accés (amb escala de fusta no fixa per poder deixar la torre aïllada de possibles atacs) i una gran finestra situada en el mur oposat; la segona planta compta amb dues finestres contraposades.
Atès que es va construir entre 1846-1868, temps del regnat d'Isabel II, es considera que és una torre de les "isabelines".